# Niccolò Albergati
Niccolò Albergati, född 23 februari 1373 i Bologna, död 9 maj 1443 i Siena, var en italiensk kardinal. Han vördas som salig i Romersk-katolska kyrkan, med minnesdag den 10 maj.

## Biografi
Niccolò Albergati var son till Pier Nicola Albergati. Han studerade vid Bolognas universitet; år 1395 inträdde han i Kartusianorden.
I januari 1417 valdes Albergati till biskop av Bologna och biskopsvigdes av ärkebiskop Tommaso Peronduli den 4 juli samma år.
Den 24 maj 1426 upphöjde påve Martin V Albergati till kardinalpräst med Santa Croce in Gerusalemme som titelkyrka. Kardinal Albergati deltog i konklaven år 1431, vilken valde Eugenius IV till ny påve. Albergati var medlare vid ingåendet av fördraget i Arras 1435, som ingicks mellan Karl VII av Frankrike och Filip III av Burgund. Från 1440 till 1443 tjänade Albergati som ärkepräst av Santa Maria Maggiore.
Albergati avled i Siena 1443. Han saligförklarades av påve Benedikt XIV 1744.

## Bilder

Kardinal Albergatis titelkyrka
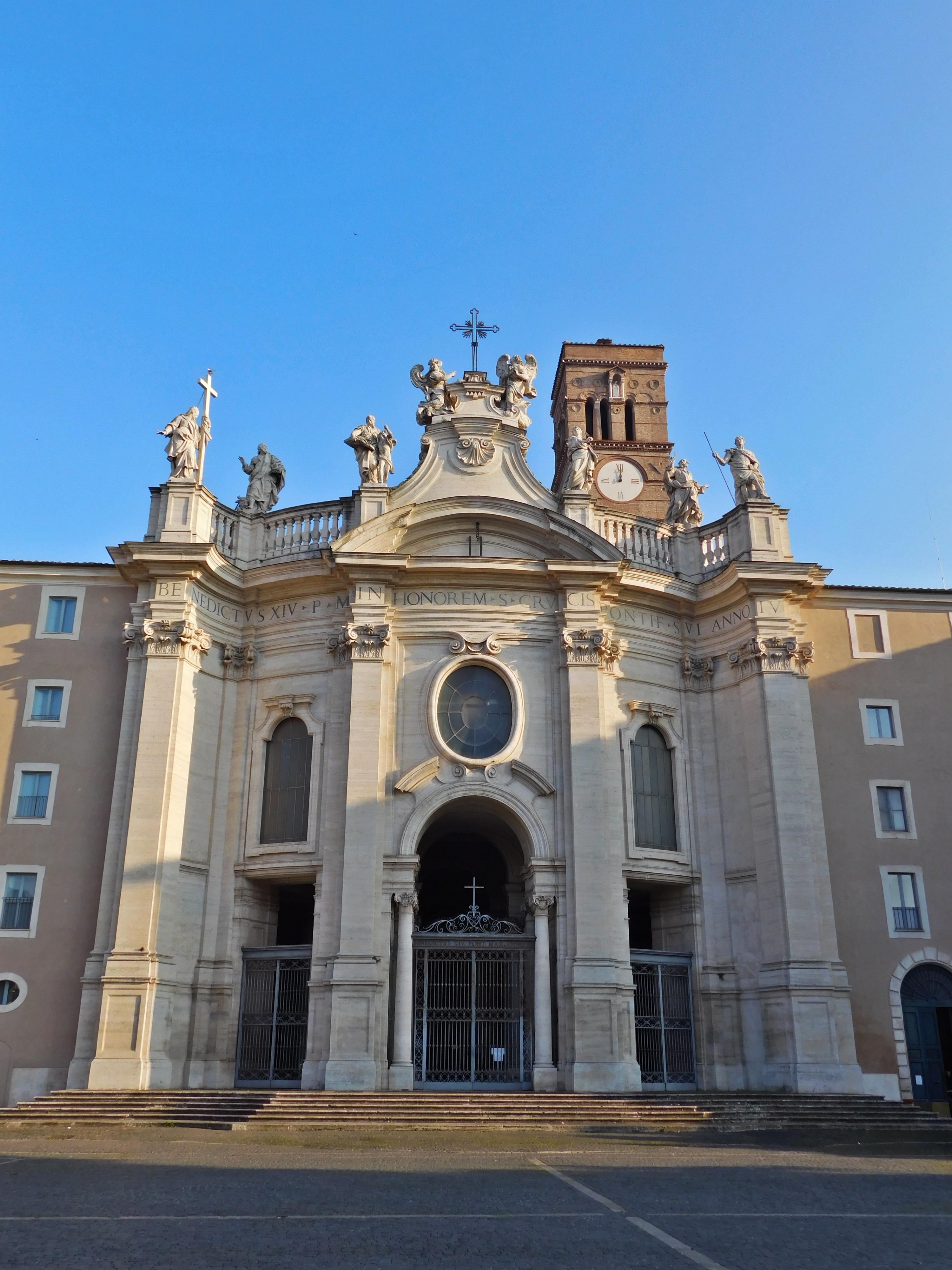
Santa Croce in Gerusalemme.